# Anthospermum
Anthospermum är ett släkte av måreväxter. Anthospermum ingår i familjen måreväxter.

## Dottertaxa tillAnthospermum, i alfabetisk ordning[1]
- Anthospermum aethiopicum
- Anthospermum ammannioides
- Anthospermum asperuloides
- Anthospermum basuticum
- Anthospermum bergianum
- Anthospermum bicorne
- Anthospermum comptonii
- Anthospermum dregei
- Anthospermum emirnense
- Anthospermum ericifolium
- Anthospermum esterhuysenianum
- Anthospermum galioides
- Anthospermum galpinii
- Anthospermum herbaceum
- Anthospermum hirtum
- Anthospermum hispidulum
- Anthospermum ibityense
- Anthospermum isaloense
- Anthospermum littoreum
- Anthospermum longisepalum
- Anthospermum madagascariense
- Anthospermum monticola
- Anthospermum pachyrrhizum
- Anthospermum palustre
- Anthospermum paniculatum
- Anthospermum perrieri
- Anthospermum prostratum
- Anthospermum rigidum
- Anthospermum rosmarinus
- Anthospermum spathulatum
- Anthospermum streyi
- Anthospermum ternatum
- Anthospermum thymoides
- Anthospermum usambarense
- Anthospermum vallicola
- Anthospermum welwitschii
- Anthospermum whyteanum
- Anthospermum villosicarpum
- Anthospermum zimbabwense